# Drahobudice
Drahobudice je obec ležící v okrese Kolín, 13 km na jih od Kolína v nadmořské výšce 350 metrů. Žije zde 249 obyvatel. Obcí prochází železnice vedoucí z Kolína do Ledečka. V obci se nachází chovný rybník a hasičská nádrž, která je využívána také jako koupaliště.
Drahobudice je také název katastrálního území o rozloze 5,56 km2.

## Historie
Jméno Drahobudice je odvozeno od osobního jména Drahobud (ves lidí Drahobudových). První písemná zmínka o obci pochází z roku 1338. V roce 1429 držel Drahobudice Boleslav z Drahobudic, který dal ve vsi vybudovat tvrz. V roce 1438 se obec nacházela v držení Mikuláše Popela z Vesce. Okolo roku 1508 byly Drahobudice koupeny ke Hrádku, při kterém zůstaly až do roku 1564, kdy v tomto roce dostal Drahobudice Václav Myška ze Žlunic, který je v roce 1593 prodal svému bratrovi Jaroslavu Myškovi ze Žlunic. Po třicetileté válce (1618–1648) byly Drahobudice zpustošeny. Roku 1669 byla založena část Bílkov.

### Územněsprávní začlenění
Dějiny územněsprávního začleňování zahrnují období od roku 1850 do současnosti. V chronologickém přehledu je uvedena územně administrativní příslušnost obce v roce, kdy ke změně došlo:
- 1850 země česká, kraj Pardubice, politický okres Kolín, soudní okres Kouřim[6]
- 1855 země česká, kraj Čáslav, soudní okres Kouřim
- 1868 země česká, politický okres Kolín, soudní okres Kouřim
- 1939 země česká, Oberlandrat Kolín, politický okres Kolín, soudní okres Kouřim[7]
- 1942 země česká, Oberlandrat Praha, politický okres Kolín, soudní okres Kouřim[8]
- 1945 země česká, správní okres Kolín, soudní okres Kouřim[9]
- 1949 Pražský kraj, okres Kolín[10]
- 1960 Středočeský kraj, okres Kolín
- 2003 Středočeský kraj, obec s rozšířenou působností Kolín

### Rok 1932
Ve vsi Drahobudice (přísl. Bílkov, 416 obyvatel, katol. kostel) byly v roce 1932 evidovány tyto živnosti a obchody: družstvo pro rozvod elektrické energie v Drahobudicích, 2 hostince, kolář, 2 kováři, obuvník, 2 porodní asistentky, rolník, 2 obchody se smíšeným zbožím, spořitelní a záložní spolek pro Drahobudice, 2 švadleny, trafika, truhlář

## Části obce
V letech 1961–1979 k obci patřily Hatě a Horní Jelčany.

## Památky v obci
- Kostel Nejsvětější Trojice v Drahobudicích – původně gotický kostel, poprvé připomínaný jako farní v roce 1352. Roku 1753–1754 architekt Ignác Jan Nepomuk Palliardi barokně přestavěl kostel podle svého architektonického návrhu. V tomto kostele byla původně, po italském způsobu, zhotovena klenba, která byla pokryta taškami bez dřevěných krovů. V roce 1778 byl kostel na náklady císařovny Marie Terezie opraven. Po převratu byl kostel opět navrácen církvi a v roce 1991 nastala velká rekonstrukce, kterou ale zmařil oheň, jenž vypukl 21. října 1992.
- Farní úřad byl postaven v roce 1762. Zbožný nový bečvárský patron Hillebrand se postaral i o postavení nové fary. To se stalo roku 1762. Prvním farářem v novém Drahobudickém kostele byl farář Josef Lorenz ze Solopysk. Hned však nemohl ve faře v Drahobudicích bydlet. Zůstával s počátku v zámku v Bečvárech, později pak, nežli se fara dostavěla, v dřevěné chalupě v Drahobudicích, naproti kostelu, asi tam, kde nyní jest číslo popisné 32. (2008 – rodina Kumstátova)
- Škola v Drahobudicích byla založena roku 1762. V letech 1835–1836 Martin Liška, majitel bečvareckého panství, s Václavem Vraždou z Kunvaldu nechali zbudovat novou školní budovu. V přízemí byly byty pro učitele a pomocníka, v poschodí byly umístěny dvě třídy. Škola v Drahobudicích byla provozována do roku 1976. A od tohoto roku byla škola využívána jako internát Střední zdravotní školy v Kolíně a to až do roku 1990. Od těchto let byla školní budova využívána jako obecní úřad a od roku 1994 je využívaná k soukromým účelům. V roce 2008 byla školní budova prodána do soukromých rukou.

## Doprava
Dopravní síť
- Pozemní komunikace – Obcí prochází silnice III. třídy. Ve vzdálenosti 2,5 km vede silnice I/2 Praha - Říčany - Kutná Hora - Pardubice.

- Železnice – Obec Drahobudice leží na železniční trati 014 Kolín - Uhlířské Janovice - Ledečko. Je to jednokolejná regionální trať, zahájení dopravy bylo roku 1900. Na území obce leží železniční zastávka Drahobudice.

Veřejná doprava 2011
- Autobusová doprava – V obci měly zastávky příměstské autobusové linky Kolín-Bečváry-Zásmuky-Skvrňov (v pracovních dnech 6 spojů, o víkendu 1 spoj) a Bečváry-Zásmuky (v pracovních dnech 1 spoj) (dopravce Okresní autobusová doprava Kolín, s. r. o.).

- Železniční doprava – Po trati 014 jezdilo v pracovních dnech 11 párů osobních vlaků, o víkendu 7 párů osobních vlaků.

## Galerie

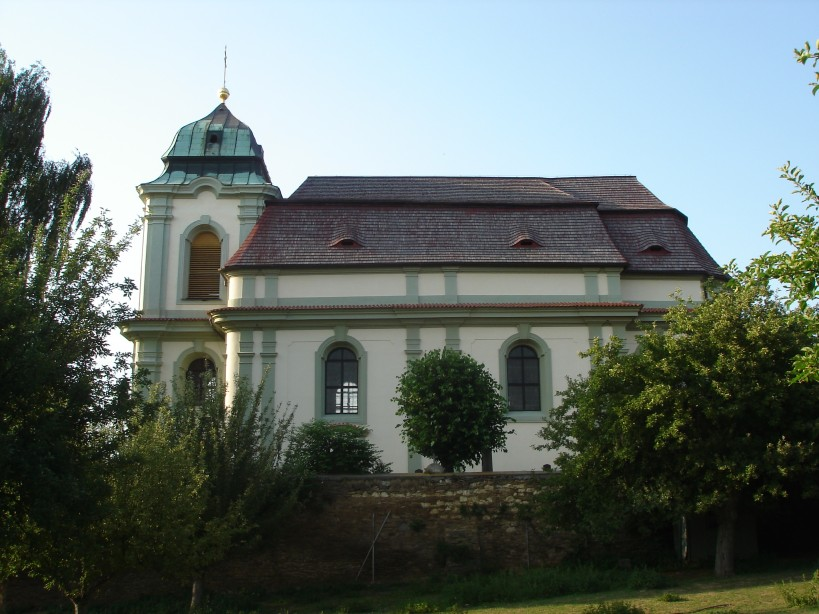
Kostel Nejsvětější trojice
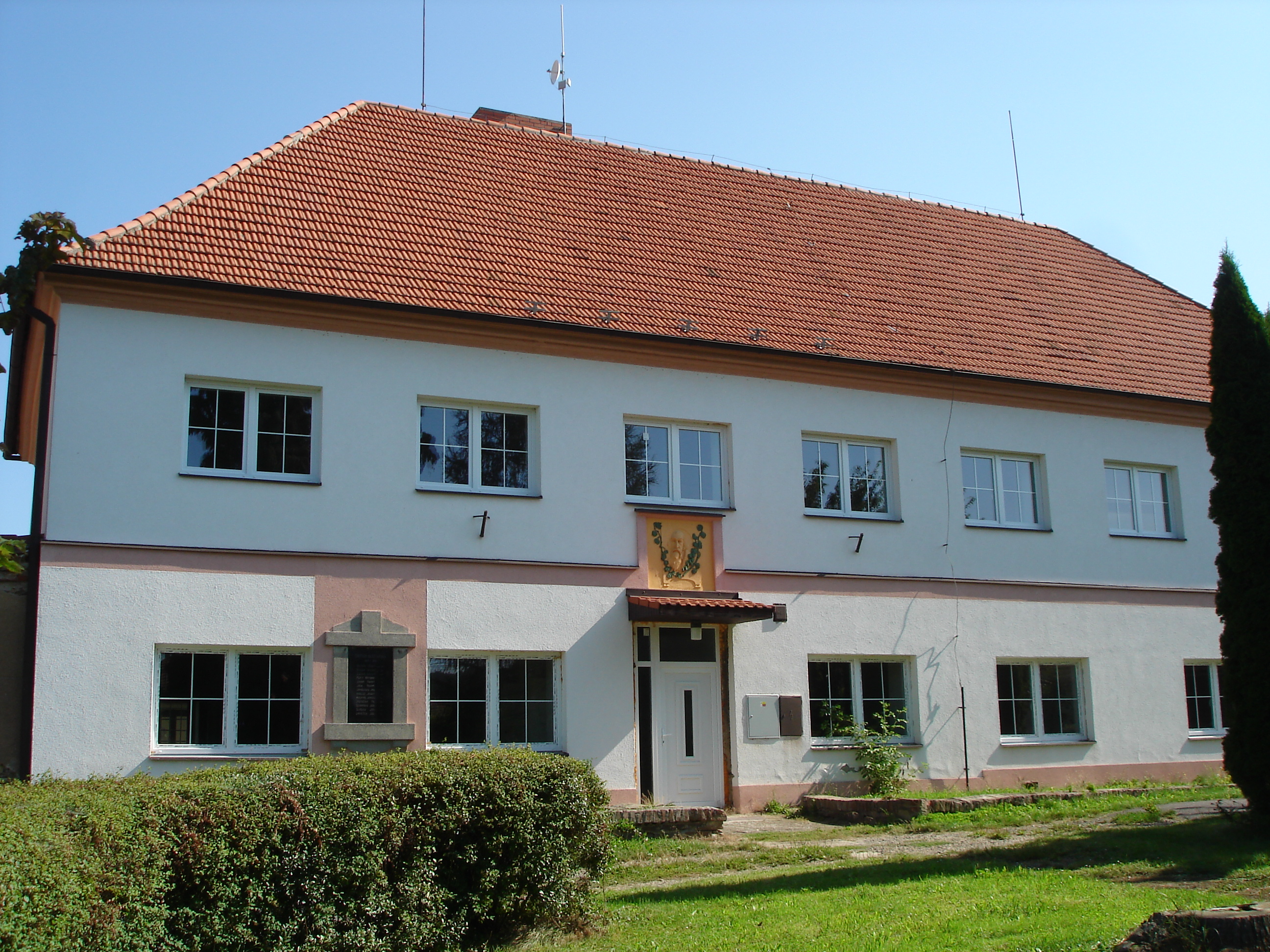
Škola